# Begonia chlorocarpa
Begonia chlorocarpa là một loài thực vật có hoa trong họ Thu hải đường. Loài này được Irmsch. ex Sands mô tả khoa học đầu tiên năm 2001.